# Malfunkshun
I Malfunkshun erano una grunge band proveniente da Bainbridge Island, Washington, attiva nella metà degli anni ottanta.

## Storia
I Malfunkshun sono stati un gruppo importante nella storia del grunge e vengono considerati i capostipiti del genere accanto a band come Green River e Melvins. È grazie ai Malfunkshun che Andrew Wood è cresciuto come cantante, iniziando a farsi chiamare The Lovechild.
Il gruppo iniziò la sua collaborazione nel 1980, anche se solo nel 1985 venne riconosciuto per il suo valore e due sue canzoni (opera di Andrew Wood) vennero inserite nella compilation Deep Six edita dalla C/Z Records, accanto a gruppi come Skin Yard, Green River, Melvins, Soundgarden e The U-Men. 
Da quel momento in poi (siamo circa al 1986) l'ambizione di Andrew Wood lo staccherà sempre di più dai Malfunkshun, avvicinandolo a Stone Gossard e Jeff Ament dei Green River, coi quali avrebbe poi formato i Mother Love Bone, band in cui rimase sino alla sua morte avvenuta nel 1990 a causa di un'overdose di eroina.
Il 24 ottobre 2006 il chitarrista Kevin Wood, il batterista Regan Hagar e il nuovo cantante Shawn Smith si sono riuniti per scrivere nuove canzoni utilizzando i testi scritti da Wood prima della sua morte. Originariamente i membri erano intenzionati a tenere il nome di Malfunkshun, per poi scegliere definitivamente quello di Von Nord.

## Curiosità
- Il chitarrista Kevin Wood è il fratello maggiore del cantante Andrew.

## Formazione
- Andrew Wood - voce
- Regan Hagar - batteria
- Kevin Wood - chitarra

## Discografia
- 1995 - Return to Olympus